# Columbiadoria
Columbiadoria é um género botânico pertencente à família Asteraceae. A sua única espécie Columbiadoria hallii, é originária da América do Norte.

## Descrição
São subarbustos que alcançam um tamanho de 30–60 cm de altura; com fortes raízes pivotantes, as bases lenhosas ramificadas com caules erectos, na sua maioria simples, glabros. As folhas basais (no geral não persistentes) e caulinares, alternas, sésseis, oblanceoladas, com uma redução progressiva distal, as margens inteiras, não resinosa. As inflorescências em racemo ou em corimbos. A corola amarela (debilmente em todo caso em espiral). Disco de floretes 15-25, bissexuais e férteis. Cipselas estreitamente oblongas, ligeiramente comprimidas, 8-nervadas, moderadamente estrigosas.

## Taxonomia
Columbiadoria hallii foi descrita por (A.Gray) G.L.Nesom e publicada em Phytologia 71(3): 249. 1991.

## Sinonímia
- Haplopappus hallii A.Gray	basónimo
- Hesperodoria hallii (A.Gray)
- Hoorebekia hallii (A.Gray) Piper
- Pyrrocoma hallii (A.Gray) Howell[4]